# Eulogio Serdán
Eulogio Serdán Aguirregaviria (Vitoria, 1853-Vitoria, 1929) fue un periodista, escritor, académico y político español.

## Biografía
Nacido en Vitoria, provincia de Álava, en 1853, fue alcalde de la ciudad entre los años 1910 y 1912. Comenzó sus estudios de Filosofía y Letras en Madrid aunque los abandonó para alistarse en 1872 en el ejército carlista, alcanzando el grado de capitán. Al finalizar la segunda guerra carlista en 1876 se exilió en Francia, retornando a Vitoria en 1877. Además de alcalde fue catedrático de instituto, cronista de Álava y Vitoria, correspondiente de la Real Academia Española y de la Real Academia de la Historia, así como comisionado por la Sociedad de Estudios Vascos para preparar la Exposición sobre Guerras Civiles prohibida por Miguel Primo de Rivera. Ideológicamente realizó un tránsito desde el carlismo hacia el liberalismo, al cual se adscribió a comienzos del siglo xx. Entre sus libros se encuentran Rincones de la historia de Álava (1914-1924, cuatro volúmenes) y Vitoria. El libro de la ciudad (1927, dos volúmenes). Vivió sus últimos años y falleció en la vitoriana calle de San Antonio, en 1929.